# 亞利安系列運載火箭

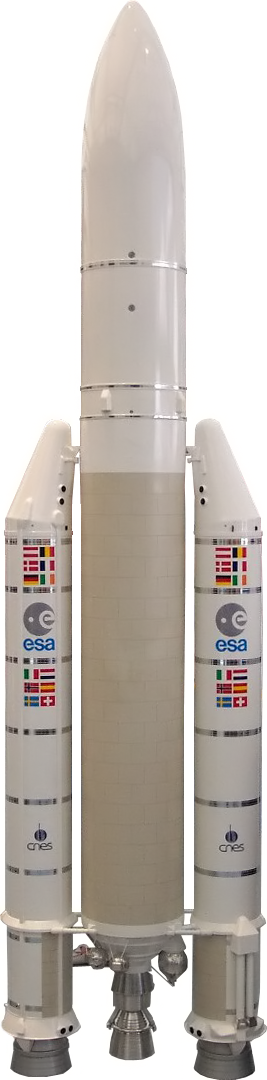
亞利安五號火箭

阿丽亚娜系列运载火箭（Ariane）是欧洲空间局自行研製作為歐洲聯盟各國或其他國家进行太空發射任務的一次性使用运载系统，此火箭名稱來自神話人物阿麗雅杜妮，法語中该词也描述某一種蜂鳥。阿丽亚娜火箭發射場地位於南美洲法屬圭亞那境內，1960年代法國人在該處設立了蓋亞那太空中心。在德法英三国协商后，1973年末法國提出亞利安系列運載火箭計畫。
此计划是继欧罗巴运载火箭后，西欧国家另一次独立开发运载火箭系统的尝试。阿丽亚娜火箭代号为L3S，为第三代替代运载火箭的法语缩写。欧空局任命阿斯特里姆公司负责阿丽亚娜火箭与其测试设施开发工作。法国国家太空研究中心成立于1980年的商业子公司阿丽亚娜空间则负责阿丽亚娜火箭制造与运营。

## 阿丽亚娜火箭系列
亞利安系列運載火箭包括五種運載火箭：
- 亞利安1號運載火箭：1979年12月24日首次成功發射，是基于导弹技术研发的三级运载火箭，亞利安2號運載火箭、亞利安3號運載火箭、亞利安4號運載火箭是其改进型。引擎型号不同是诸型号主要差别，改进的引擎使新型火箭具有更大的第一级和第三级燃料舱，并使火箭具有更大载荷。最新型号可以同时发射两枚挂在在SPELDA载荷舱众的人造卫星。
- 亞利安2號運載火箭：1987年11月20日首次成功發射，而亞利安2號運載火箭在1986年5月30日首次發射，惟衛星並未進入軌道。
- 亞利安3號運載火箭：1984年8月4日首次成功發射。
- 亞利安4號運載火箭：1988年6月15日首次成功發射，通常装备有捆绑式助推器，助推器配置由火箭编号后的数字表示。第一位数字表示助推器总数，其后的字母表示助推器发动机类型。例如亞利安4號運載火箭2P运载火箭携带两个固体燃料助推器，而亞利安4號運載火箭4LP携带两个液体燃料助推器和两个固体燃料助推器。
- 亞利安5號運載火箭：1997年10月30日首次成功發射，不過亞利安5號運載火箭首次發射于1996年6月4日，但以失敗收場。亞利安5號運載火箭几乎被完全重新设计的新型運載火箭。两个下面级被一个低温芯级所取代，此改动与单台芯级引擎简化了箭体设计。由于芯级推力不足以承担自身重量，阿丽亚娜五号火箭装备了两个固体助推器。这些助推器可被回收以进行检验，但无法再次使用。上面级使用Aestus引擎，耐存储并可二次启动[1]。2007年5月4日一枚阿丽亚娜五号ECA运载火箭携带合计9.4吨的两颗卫星进入轨道，创造了新的商业载荷纪录。[2]

| 運載火箭           | 發射次數：成功/總計                   | 發射型態                     | 地球同步轉移軌道酬載量          | 低地球軌道酬載量                 | 高度                   | 重量                                     | 節數 |
| ------------------ | ------------------------------------- | ---------------------------- | ------------------------------- | -------------------------------- | ---------------------- | ---------------------------------------- | ---- |
| 亞利安1號運載火箭  | 9/11                                  | -                            | 1,850（4,080磅）                | -                                | 47.46米（155.7英尺）   | 211,500（466,300磅）                     | 3    |
| 亞利安2號運載火箭] | 5/6                                   | -                            | 2,180（4,810磅）                | -                                | 49.13米（161.2英尺）   | 220,950（487,110磅）                     | 3    |
| 亞利安3號運載火箭  | 10/11                                 | -                            | 2,700（6,000磅）                | -                                | 49.13米（161.2英尺）   | 234,000（516,000磅）                     | 3    |
| 亞利安4號運載火箭  | 113/116                               | 40, 42P, 42L, 44P, 44LP, 44L | 2,000—4,300（4,400—9,500磅）    | 5,000—7,600（11,000—16,800磅）   | 58.72米（192.7英尺）   | 240,000—470,000（530,000—1,040,000磅）   | 3    |
| 亞利安5號運載火箭  | 78/82                                 | G, G+, GS, ECA               | 6,950—10,500（15,320—23,150磅） | 16,000—21,000（35,000—46,000磅） | 46—52米（151—171英尺） | 720,000—780,000（1,590,000—1,720,000磅） | 2    |
| 亞利安6號運載火箭  | 正在研製中，預計2021~2022年間首次發射 | 62, 64                       | 5,000—10,500（11,000—23,100磅） | -                                | ~63米（207英尺）       | 500,000—800,000（1,100,000—1,800,000磅） | 2    |

## 製造商
亞利安航太由10個歐洲國家的24個股東出資，見下表：
- CNES (34%)
- EADS (30%)

| 國家   | 股東數 | 持份   |
| ------ | ------ | ------ |
| 比利时 | 3      | 3.15%  |
| 丹麦   | 1      | 0.01%  |
| 法國   | 7      | 60.12% |
| 德国   | 2      | 18.62% |
| 義大利 | 2      | 9.36%  |
| 荷蘭   | 1      | 1.82%  |
| 挪威   | 1      | 0.10%  |
| 西班牙 | 3      | 2.01%  |
| 瑞典   | 2      | 2.30%  |
| 瑞士   | 2      | 2.51%  |

因四捨五入故總和為99.99%